# Кирхзеон
Кирхзеон (њем. Kirchseeon) град је у њемачкој савезној држави Баварска. Једно је од 21 општинског средишта округа Еберсберг. Према процјени из 2010. у граду је живјело 9.436 становника. Посједује регионалну шифру (AGS) 9175124.

## Географски и демографски подаци
Кирхзеон се налази у савезној држави Баварска у округу Еберсберг. Град се налази на надморској висини од 564 метра. Површина општине износи 17,9 km². У самом граду је, према процјени из 2010. године, живјело 9.436 становника. Просјечна густина становништва износи 527 становника/km².